# Niederländischer Friedhof in Elmina

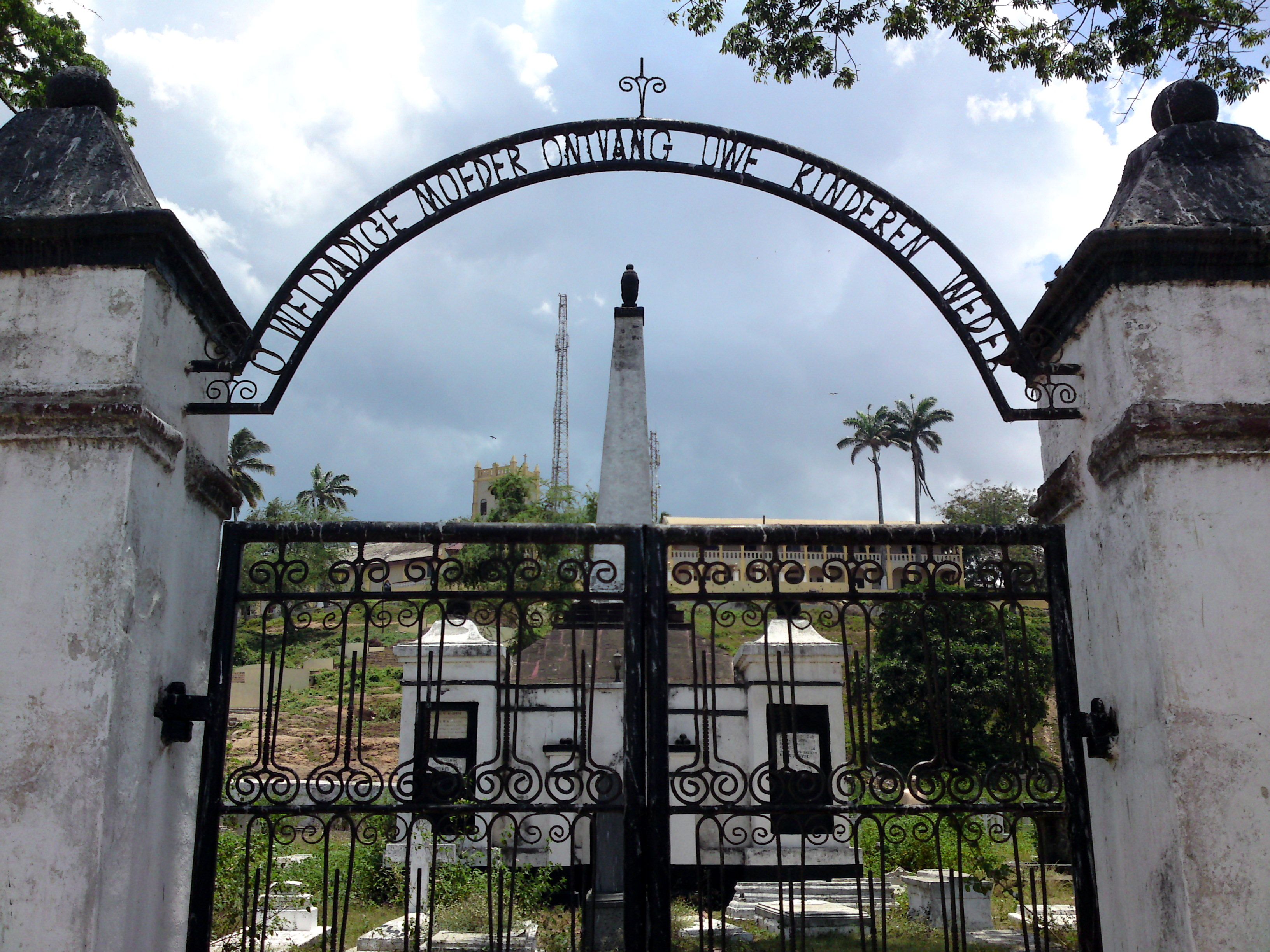
Eingangstor mit niederländischer Inschrift: „O weldadige moeder, ontvang uwe kinderen weder“

Der Niederländische Friedhof in Elmina wurde 1806 in der Stadt Elmina im heutigen Ghana auf Anweisung von  J. P. Hoogenboom, Gouverneur der damaligen Niederländischen Goldküste zu der Elmina gehörte, angelegt. Bis dahin hatten die Niederländer ihre Toten innerhalb oder unmittelbar außerhalb der heute St. George’s Castle oder auch Elmina Castle genannten größten Festung der Stadt bestattet. Zu Beginn des 19. Jahrhunderts war dort aber kaum noch Raum dafür vorhanden, so dass der Beschluss gefasst wurde, den sogenannten „Garten von Elmina“ („de Tuin“’), eine Grünfläche nördlich der Benya Lagune, die bis dahin zum Gemüseanbau verwendet worden war, in einen Friedhof umzuwandeln. Gouverneur Hoogenboom war einer der Ersten, die dort beerdigt wurden, nachdem er im Rahmen einer Auseinandersetzung mit Bürgern Elminas ermordet worden war.

## Der Friedhof im Überblick
Der Friedhof ist von einer niedrigen Mauer umgeben, am Eingangstor ist die niederländische Inschrift: „O weldadige moeder, ontvang uwe kinderen weder“ („Oh mildtätige Mutter empfange deine Kinder wieder“) angebracht. In der Mitte des Friedhofes befindet sich ein großes, von einem Obelisken gekröntes Grabmal, in dem die wichtigsten Leute, darunter auch Gouverneur Hoogenboom, begraben liegen. Andere prominente Personen, die dort ihre letzte Ruhe fanden, sind Gouverneur Anthony van der Eb, Carel Hendrik Bartels, R. P. Baffour, Chief Kweku Andoh und Nana Kobena Isyan, König von Elmina.

### Renovierung
Der Friedhof wurde 2006 im Rahmen der sogenannten „Elmina 2015 Strategy“ renoviert. Die Renovierung wurde von der niederländischen Botschaft unterstützt. Unter anderem wurde die erwähnte Inschrift am Eingangstor wiederhergestellt. Eine vom niederländischen Botschafter in Ghana, Arie van der Wiel und Komenda/Edina/Eguafo/Abirem District Chief Executive George Frank Asmah am 24. Juli 2006 enthüllte Plakette erinnert an dieses Ereignis.

## Galerie

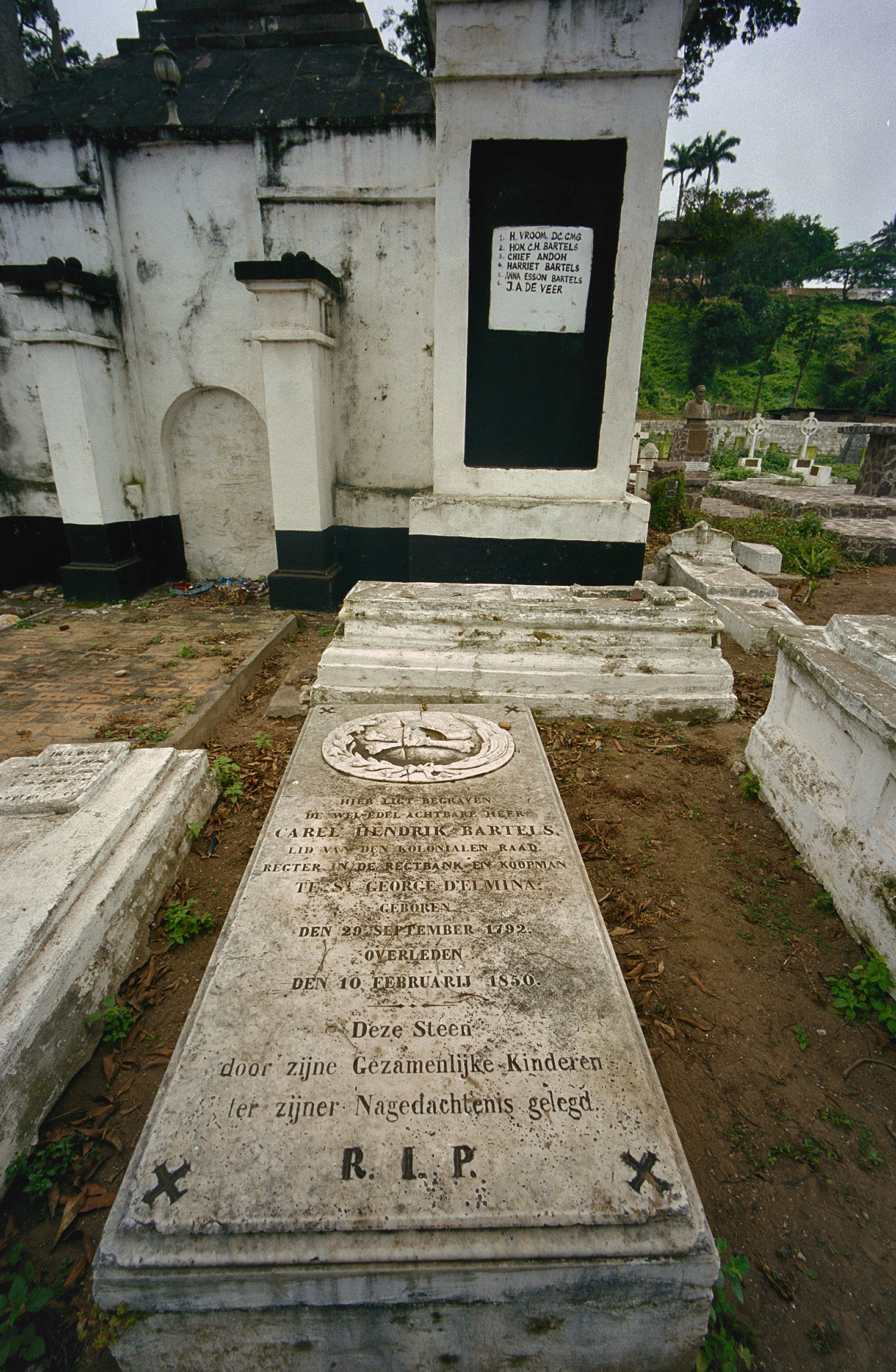
Grab von Carel Hendrik Bartels
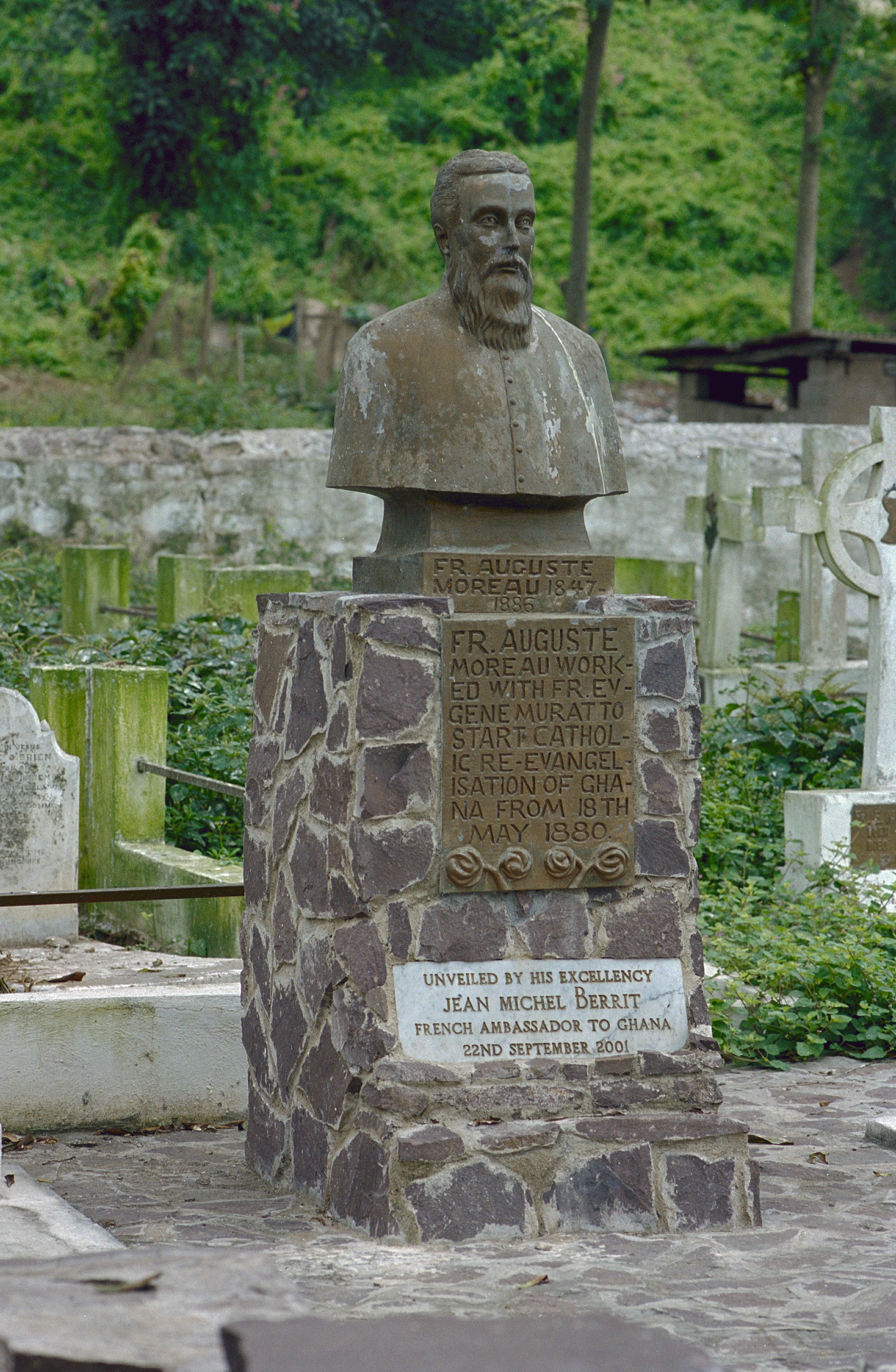
Statue von Fr. Auguste Moreau
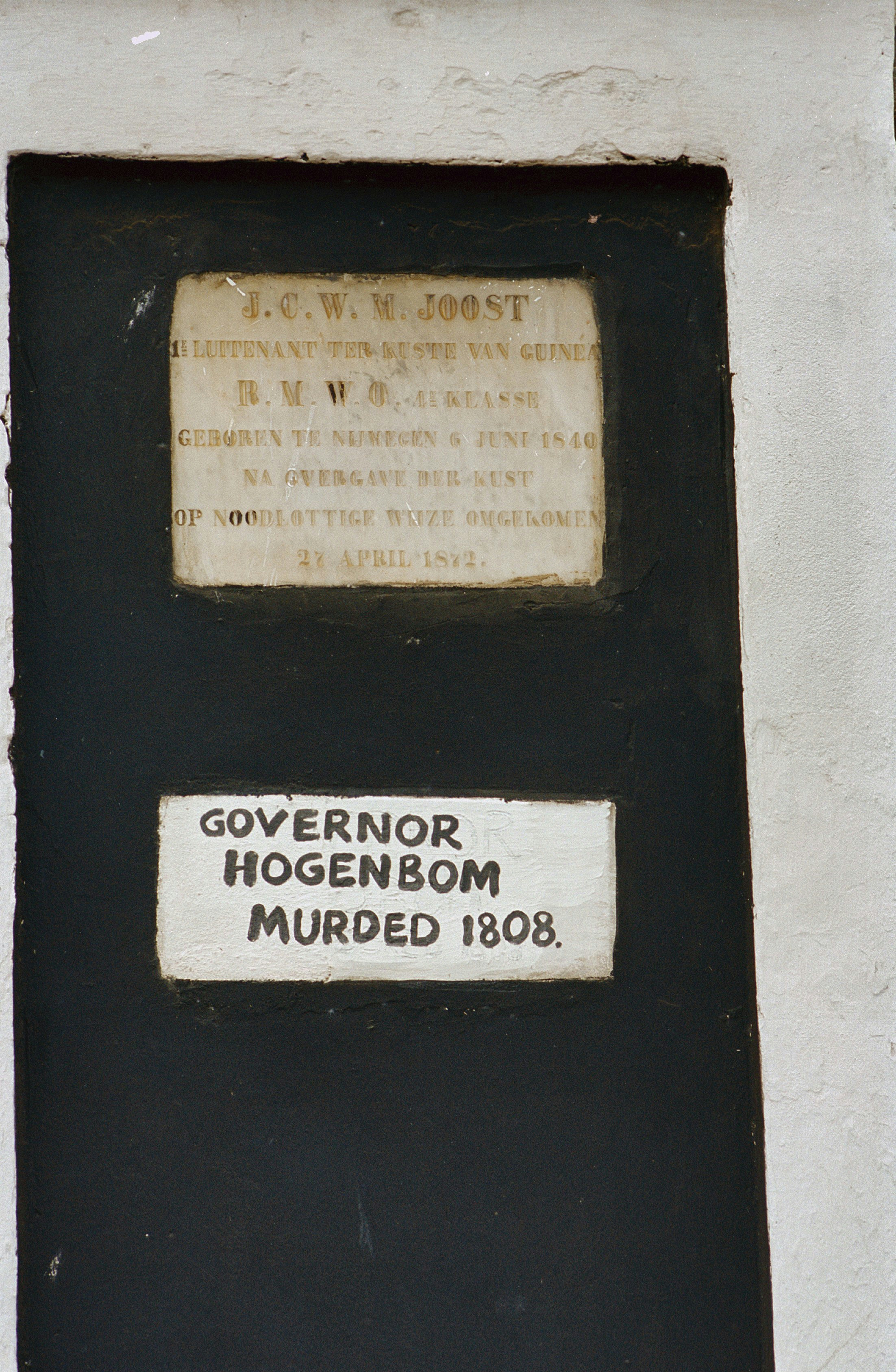
Plakette am Grabmal zur Erinnerung an Gouverneur Hoogenboom (falsch geschrieben) und Lieutenant Joost
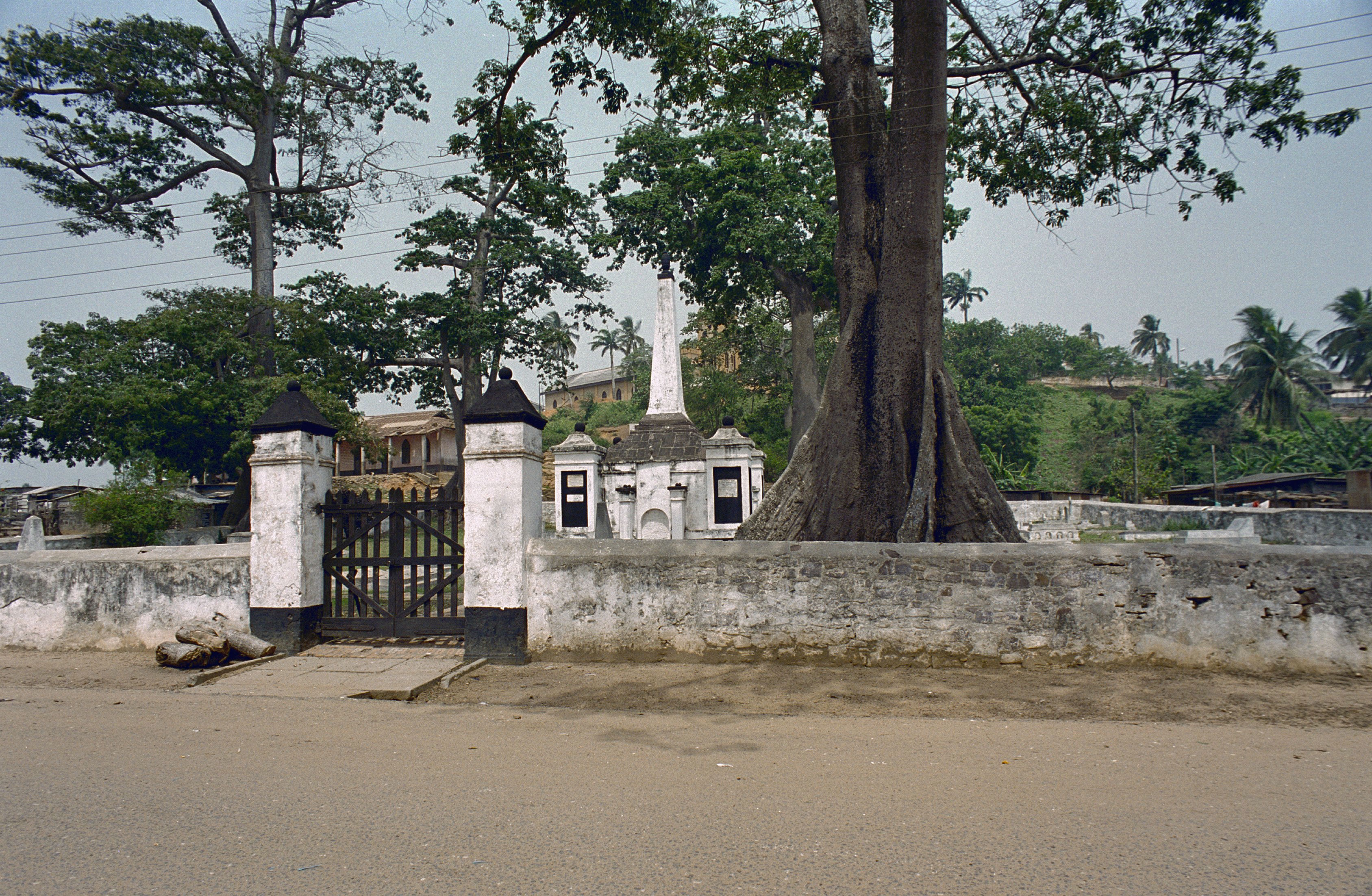
Eingangstor vor der Renovierung
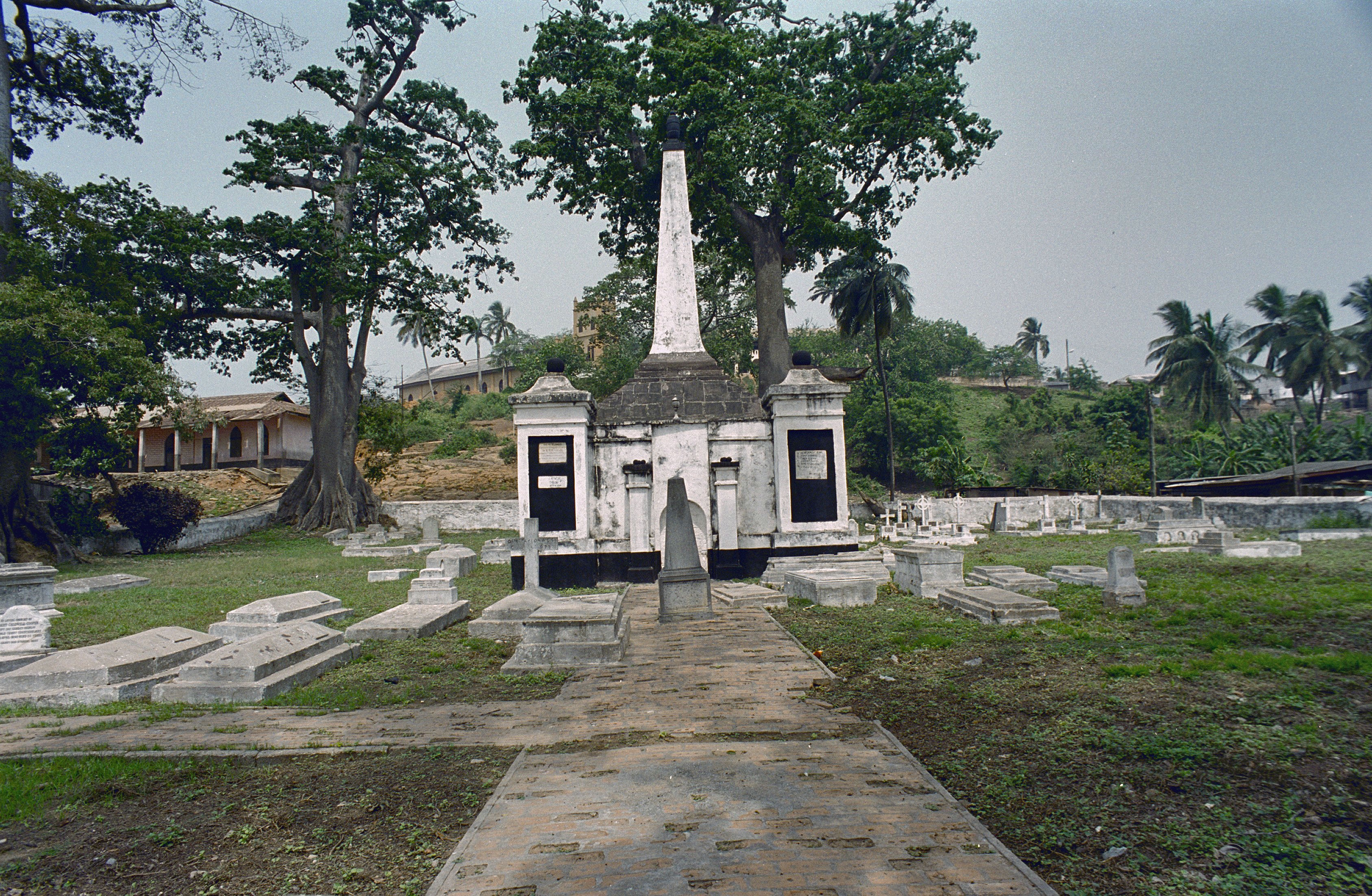
Das große Grabmal mit Obelisk
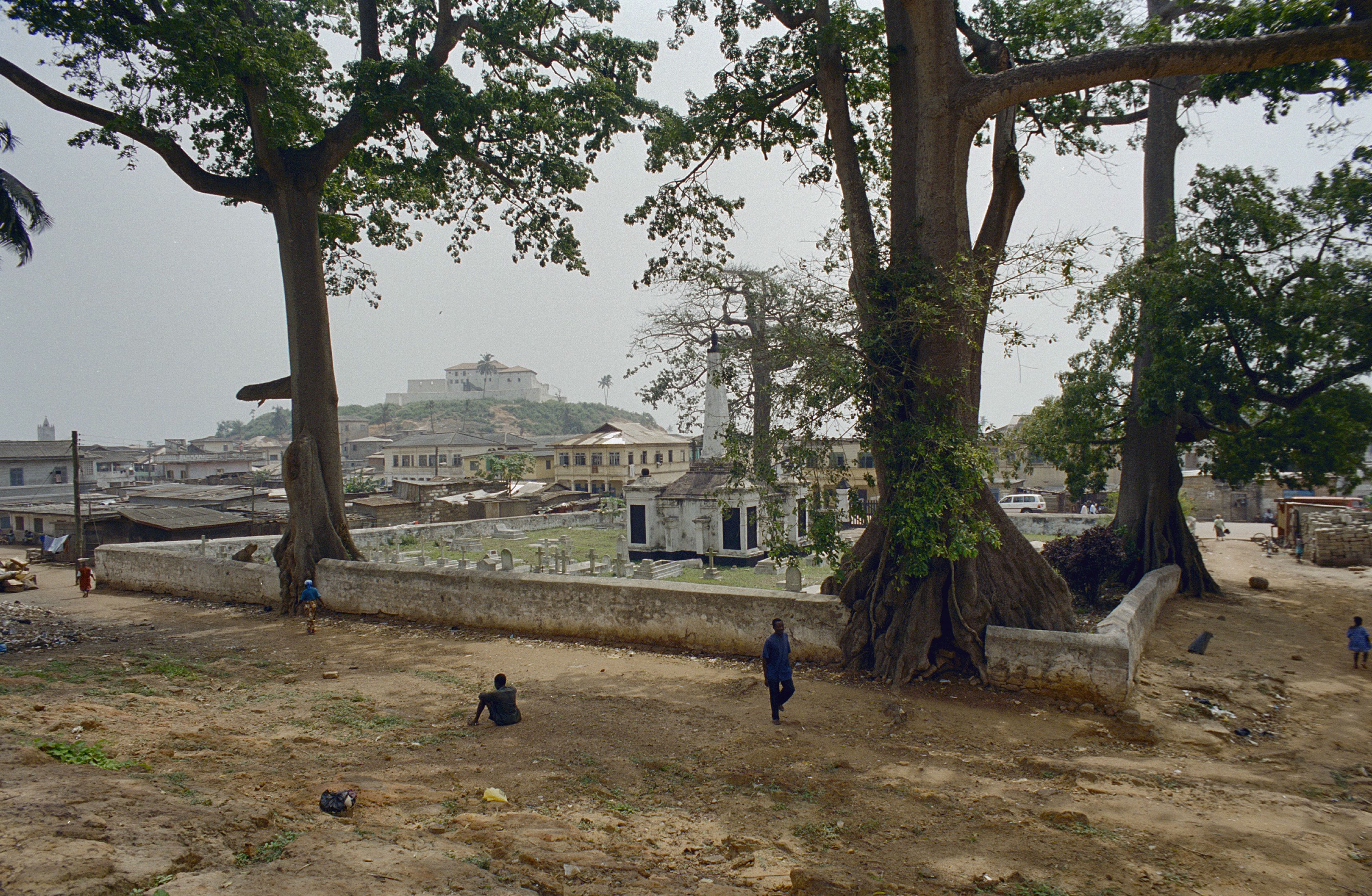
Außenansicht (vor der Renovierung)